# Lissoclinum nebulosum
Lissoclinum nebulosum är en sjöpungsart som beskrevs av Monniot 1996. Lissoclinum nebulosum ingår i släktet Lissoclinum och familjen Didemnidae. Inga underarter finns listade i Catalogue of Life.